# Aki Berg
Aki-Petteri Arvid Berg (* 28. července 1977, Raisio) je bývalý finský lední hokejista, obránce. Je držitelem dvou medailí z olympijských her, stříbra z olympiády v Turíně konané roku 2006 a bronzu z her v Naganu z roku 1998. Má také tři stříbra (1999, 2001, 2007) a dva bronzy (2000, 2006) z mistrovství světa. Ve sbírce má i stříbrnou medaili ze Světového poháru 2004. Zúčastnil se též MS 2003 (5. místo) a olympijských her v Albertville roku 1992 (7. místo). Je také juniorský mistr Evropy z roku 1995. Finskou nejvyšší soutěž hrál za Turun Palloseura. Dvakrát se s ním stal mistrem Finska (1999, 2010). Devět sezón strávil v severoamerické NHL, hrál za kluby Los Angeles Kings a Toronto Maple Leafs. Jeho bilance v základní části NHL je: 606 zápasů, 85 kanadských bodů a 15 branek. V play-off (Stanleyově poháru) přidal 54 utkání, 8 bodů a 1 gól. Během výluky v NHL strávil rok ve švédské lize v dresu Timrå IK. V roce 2013 byl uveden do Finské hokejové síně slávy.